# Kreitz
Kreitz ist ein deutscher Familienname.

## Herkunft / Bedeutung
- Herkunftsname zu dem Ortsnamen "Kreitz" (heute ein Stadtteil von Neuss), siehe Holzheim (Neuss)

oder
- eine verschliffene Form des Familiennamens "Kreutz"[1]

oder
- Wohnstättenname für einen an einer Kreuzung / in Nähe eines Kreuzes (Wegekreuz) wohnenden.

## Namensträger
- Isabel Kreitz (* 1967), deutsche Comiczeichnerin
- Otto Kreitz (1888–1974), deutscher Politiker
- Willy Kreitz (1903–1982), belgischer Eishockeyspieler